# Qualifications du tournoi masculin de basket-ball aux Jeux paralympiques d'été de 2024
Cet article traite de l'épreuve masculine. Pour la compétition féminine, voir Qualifications du tournoi féminin de basket-ball aux Jeux paralympiques d'été de 2024.
Le tournoi de qualification paralympique 2024 masculin de basket-ball, ou tournoi de repêchage masculin pour les Jeux paralympiques d'été de 2024 (en Anglais : 2024 IWBF Repechage Tournament for Men), est un tournoi de basket-ball en fauteuil roulant organisé par l'IWBF afin d'attribuer les quatre dernières places qualificatives au tournoi masculin de basket-ball aux Jeux paralympiques d'été de 2024.

## Organisation
En raison de la réduction de 12 à 8 places du nombre d'équipes qualifiées pour les Jeux paralympiques en 2024, l'IWBF a recours, pour la première fois de son histoire, à un tournoi de qualification pour désigner les dernières équipes participantes alors qu'auparavant, toutes les places qualificatives étaient attribuées lors des championnats continentaux des différentes zones.

## Équipes participantes
La qualification pour les Jeux paralympiques d'été de 2024 en basket-fauteuil se déroule en deux étapes. L'organisateur (la France) n'est qualifié automatiquement ni chez les hommes ni chez les femmes en raison de la réduction du nombre de participants.
En premier lieu, les classements des championnats du monde 2022 (reportés en juin 2023) masculins octroient aux différentes zones autant de spots de qualification directes qu'elles comptent d'équipes qualifiées pour les demi-finales de la compétition. Ainsi, chez les hommes comme chez les femmes, la zone Europe a remporté 2 spots de qualification directe, les Amériques 1 et la zone Asie/Océanie 1. Les quatre places restantes sont attribuées via le Tournoi de Qualification Paralympique (TQP), réunissant huit équipes, chaque zone remportant un de ces huit spots via le classement de ses membres lors du Mondial 2022 entre les places 5 à 9 (ou 5 à 10 si la France est présente) :
| Spot                                                                                                | Zone Afrique                                              | Zone Amériques                                        | Zone Asie/Océanie                            | Zone Europe                                                      |
| --------------------------------------------------------------------------------------------------- | --------------------------------------------------------- | ----------------------------------------------------- | -------------------------------------------- | ---------------------------------------------------------------- |
| Spots de qualification directe                                                                      | 0                                                         | 1 (équipe en 1/2 finales : États-Unis)                | 1 (équipe en 1/2 finales : Iran)             | 2 (équipes en 1/2 finales : Grande-Bretagne et Pays-Bas)         |
| Spots pour le TQP (hors spot réservé à l'organisateur du TQP et des Jeux paralympiques : la France) | 1 (aucune équipe classée entre 5 et 10, spot automatique) | 2 (équipes classées entre 5 et 10 : Canada et Brésil) | 1 (équipe classée entre 5 et 10 : Australie) | 3 (équipes classées entre 5 et 10 : Italie, Allemagne et France) |

Dans un deuxième temps, les nations remportent leur spot en fonction de leur classement dans leur championnat continental respectif à l'été 2023. Les spots de participation aux deux TQP sont obtenus par les sélections en fonction de leur classement au sein de leurs championnats continentaux respectifs, qui se déroulent selon les zones entre août 2023 et janvier 2024.
| Zone Afrique | Zone Amériques      | Zone Asie/Océanie | Zone Europe                                                                        |
| ------------ | ------------------- | ----------------- | ---------------------------------------------------------------------------------- |
| - Maroc      | - Colombie - Canada | - Iran            | - France (organisateur du TQP et hôte des JP 2024) - Pays-Bas - Allemagne - Italie |
| 1 pays       | 2 pays              | 1 pays            | 4 pays                                                                             |

Le format du tirage au sort est annoncé le 19 janvier 2024, au cours du championnat d'Asie-Océanie. Pour les hommes comme pour les femmes, les équipes sont appairées selon leurs zones et leur classement au ranking IWBF, avant d'être tirées au sort dans les groupes A ou B. Les hôtes des TQP, respectivement la France chez les hommes et le Japon chez les femmes, peuvent choisir leur groupe à l'issue du tirage des autres équipes. Des quarts-de-finale sont ensuite organisés en croisant les poules, chaque vainqueur obtenant sa qualification pour le tournoi paralympique.

## Pays hôte
La France, par l'intermédiaire de la Fédération Française Handisport, est désignée hôte du TQP, qui prend place à l'Azur Arena Antibes.
| Antibes         |
| --------------- |
| Azur Arena      |
| Capacité: 5 249 |
| (image)         |

## Système de compétition et tirage au sort
Les huit équipes sont réparties en deux groupes de quatre. A l'issue des rencontres de poules, des quarts de finale croisés sont organisés : chaque vainqueur est qualifié pour les Jeux paralympiques de 2024.
Le tirage au sort a placé dans le groupe A le Canada, les Pays-Bas et l'Iran. Dans le groupe B, ce sont la Colombie, l'Allemagne et le Maroc qui se retrouvent. La France, en tant qu’organisateur du TQP, a pu choisir son groupe et a sélectionné la poule A, tandis que l'équipe associée, l'Italie, se retrouve ainsi dans la poule B.
| Groupe A                    | Groupe B                        |
| --------------------------- | ------------------------------- |
| Canada Pays-Bas Iran France | Colombie Allemagne Maroc Italie |

## Résultats

### Phase de groupes

#### Groupe A
| Rang | Équipe   | Pts | J | G | P | Pp  | Pc  | Diff |
| ---- | -------- | --- | - | - | - | --- | --- | ---- |
| 1    | France   | 6   | 3 | 3 | 0 | 172 | 160 | 12   |
| 2    | Pays-Bas | 5   | 3 | 2 | 1 | 166 | 146 | 20   |
| 3    | Iran     | 4   | 3 | 1 | 2 | 190 | 198 | -8   |
| 4    | Canada   | 3   | 3 | 0 | 3 | 174 | 198 | -24  |

Rencontres :
| 12 avril 2024 15h30 | Rapport | Canada                                                           | 45-62                    | Pays-Bas                                                                  |  | Azur Arena, Antibes Affluence : 500 |
| 12 avril 2024 15h30 | Rapport | Score par quart-temps : 13-14, 8-7, 10-20, 14-21                 |                          |                                                                           |  | Azur Arena, Antibes Affluence : 500 |
| 12 avril 2024 15h30 | Rapport | Score par mi-temps : 21-21, 24-41                                |                          |                                                                           |  | Azur Arena, Antibes Affluence : 500 |
| 12 avril 2024 15h30 | Rapport | Jassman, Anderson, 8 Higgins, Anderson, 7 Ostepchuk, Anderson, 6 | Points Rebonds Passes d. | Mendel Op den Orth, 34 Poggenwisch, Op den Orth, 10 Robin Poggenwisch, 12 |  | Azur Arena, Antibes Affluence : 500 |

| 12 avril 2024 19h00 | Rapport | Iran                                                                   | 62-63                    | France                                                            |  | Azur Arena, Antibes Affluence : 400 |
| 12 avril 2024 19h00 | Rapport | Score par quart-temps : 17-14, 13-17, 10-22, 22-10                     |                          |                                                                   |  | Azur Arena, Antibes Affluence : 400 |
| 12 avril 2024 19h00 | Rapport | Score par mi-temps : 30-31, 32-32                                      |                          |                                                                   |  | Azur Arena, Antibes Affluence : 400 |
| 12 avril 2024 19h00 | Rapport | Mohamadhassan Sayari, 26 Mohamadhassan Sayari, 13 Ahmadi, Tamardash, 5 | Points Rebonds Passes d. | Nicolas Jouanserre, 28 Christophe Carlier, 12 Sofyane Mehiaoui, 9 |  | Azur Arena, Antibes Affluence : 400 |

| 13 avril 2024 13h15 | Rapport | Pays-Bas                                                          | 61-53                    | Iran                                                          |  | Azur Arena, Antibes Affluence : 100 |
| 13 avril 2024 13h15 | Rapport | Score par quart-temps : 16-16, 9-7, 15-14, 21-16                  |                          |                                                               |  | Azur Arena, Antibes Affluence : 100 |
| 13 avril 2024 13h15 | Rapport | Score par mi-temps : 25-23, 36-30                                 |                          |                                                               |  | Azur Arena, Antibes Affluence : 100 |
| 13 avril 2024 13h15 | Rapport | Mendel Op den Orth, 23 Mendel Op den Orth, 10 Quinten Zantinge, 8 | Points Rebonds Passes d. | Mohamadhassan Sayari, 17 Mahdi Abbasi, 10 Tamardash, Abedi, 3 |  | Azur Arena, Antibes Affluence : 100 |

| 13 avril 2024 18h00 | Rapport | France                                                             | 61-55                    | Canada                                              |  | Azur Arena, Antibes Affluence : 600 |
| 13 avril 2024 18h00 | Rapport | Score par quart-temps : 14-10, 14-17, 19-13, 14-15                 |                          |                                                     |  | Azur Arena, Antibes Affluence : 600 |
| 13 avril 2024 18h00 | Rapport | Score par mi-temps : 28-27, 33-28                                  |                          |                                                     |  | Azur Arena, Antibes Affluence : 600 |
| 13 avril 2024 18h00 | Rapport | Jouanserre, Ramonet, 15 Nicolas Jouanserre, 12 Sofyane Mehiaoui, 5 | Points Rebonds Passes d. | Colin Higgins, 26 Colin Higgins, 9 Colin Higgins, 6 |  | Azur Arena, Antibes Affluence : 600 |

| 14 avril 2024 13h15 | Rapport | Canada                                                | 74-75                    | Iran                                                        |  | Azur Arena, Antibes Affluence : 100 |
| 14 avril 2024 13h15 | Rapport | Score par quart-temps : 22-21, 14-16, 14-12, 24-26    |                          |                                                             |  | Azur Arena, Antibes Affluence : 100 |
| 14 avril 2024 13h15 | Rapport | Score par mi-temps : 36-37, 38-38                     |                          |                                                             |  | Azur Arena, Antibes Affluence : 100 |
| 14 avril 2024 13h15 | Rapport | Colin Higgins, 25 Colin Higgins, 11 Colin Higgins, 13 | Points Rebonds Passes d. | Mohamadhassan Sayari, 29 Morteza Abedi, 12 Morteza Abedi, 8 |  | Azur Arena, Antibes Affluence : 100 |

| 14 avril 2024 15h30 | Rapport | France                                                     | 48-43                    | Pays-Bas                                                           |  | Azur Arena, Antibes Affluence : 200 |
| 14 avril 2024 15h30 | Rapport | Score par quart-temps : 12-14, 14-6, 11-10, 11-13          |                          |                                                                    |  | Azur Arena, Antibes Affluence : 200 |
| 14 avril 2024 15h30 | Rapport | Score par mi-temps : 26-20, 22-23                          |                          |                                                                    |  | Azur Arena, Antibes Affluence : 200 |
| 14 avril 2024 15h30 | Rapport | Rémi Bayle, 11 Nicolas Jouanserre, 9 Nicolas Jouanserre, 5 | Points Rebonds Passes d. | Mendel Op den Orth, 23 Robin Poggenwisch, 13 Robin Poggenwisch, 11 |  | Azur Arena, Antibes Affluence : 200 |

#### Groupe B
| Rang | Équipe    | Pts | J | G | P | Pp  | Pc  | Diff |
| ---- | --------- | --- | - | - | - | --- | --- | ---- |
| 1    | Italie    | 6   | 3 | 3 | 0 | 225 | 144 | 81   |
| 2    | Allemagne | 5   | 3 | 2 | 1 | 210 | 170 | 40   |
| 3    | Colombie  | 4   | 3 | 1 | 2 | 172 | 187 | -15  |
| 4    | Maroc     | 3   | 3 | 0 | 3 | 136 | 242 | -106 |

Rencontres :
| 12 avril 2024 11h00 | Rapport | Maroc                                                    | 41-89                    | Italie                                                       |  | Azur Arena, Antibes Affluence : 200 |
| 12 avril 2024 11h00 | Rapport | Score par quart-temps : 8-19, 6-22, 5-24, 22-24          |                          |                                                              |  | Azur Arena, Antibes Affluence : 200 |
| 12 avril 2024 11h00 | Rapport | Score par mi-temps : 14-41, 27-48                        |                          |                                                              |  | Azur Arena, Antibes Affluence : 200 |
| 12 avril 2024 11h00 | Rapport | Zouhair Challat, 19 Rida Maataoui, 12 Zouhair Challat, 7 | Points Rebonds Passes d. | Filippo Carossino, 14 Enrico Ghione, 9 Filippo Carossino, 10 |  | Azur Arena, Antibes Affluence : 200 |

| 12 avril 2024 13h15 | Rapport | Colombie                                                 | 56-70                    | Allemagne                                               |  | Azur Arena, Antibes Affluence : 109 |
| 12 avril 2024 13h15 | Rapport | Score par quart-temps : 10-15, 19-13, 14-22, 13-20       |                          |                                                         |  | Azur Arena, Antibes Affluence : 109 |
| 12 avril 2024 13h15 | Rapport | Score par mi-temps : 29-28, 27-42                        |                          |                                                         |  | Azur Arena, Antibes Affluence : 109 |
| 12 avril 2024 13h15 | Rapport | Jhon Hernandez, 23 Jefferson Garces, 6 Jhon Hernandez, 5 | Points Rebonds Passes d. | Thomas Böhme, 25 Alexander Budde, 11 Nico Dreimüller, 8 |  | Azur Arena, Antibes Affluence : 109 |

| 13 avril 2024 11h00 | Rapport | Italie                                                   | 64-40                    | Colombie                                           |  | Azur Arena, Antibes Affluence : 250 |
| 13 avril 2024 11h00 | Rapport | Score par quart-temps : 16-7, 17-9, 19-7, 12-17          |                          |                                                    |  | Azur Arena, Antibes Affluence : 250 |
| 13 avril 2024 11h00 | Rapport | Score par mi-temps : 33-16, 31-24                        |                          |                                                    |  | Azur Arena, Antibes Affluence : 250 |
| 13 avril 2024 11h00 | Rapport | Giulió Maria Papi, 24 Sabri Bedzeti, 12 Sabri Bedzeti, 5 | Points Rebonds Passes d. | Daniel Diaz, 13 Rodrigo Perez, 7 Jhon Hernandez, 3 |  | Azur Arena, Antibes Affluence : 250 |

| 13 avril 2024 15h30 | Rapport | Allemagne                                             | 77-42                    | Maroc                                                    |  | Azur Arena, Antibes Affluence : 300 |
| 13 avril 2024 15h30 | Rapport | Score par quart-temps : 27-10, 24-8, 13-9, 13-15      |                          |                                                          |  | Azur Arena, Antibes Affluence : 300 |
| 13 avril 2024 15h30 | Rapport | Score par mi-temps : 51-18, 26-24                     |                          |                                                          |  | Azur Arena, Antibes Affluence : 300 |
| 13 avril 2024 15h30 | Rapport | Alexander Budde, 19 Jan Sadler, 10 Nico Dreimüller, 8 | Points Rebonds Passes d. | Zouhair Challat, 18 Rida Maataoui, 16 Zouhair Challat, 6 |  | Azur Arena, Antibes Affluence : 300 |

| 14 avril 2024 11h00 | Rapport | Maroc                                                  | 53-76                    | Colombie                                               |  | Azur Arena, Antibes |
| 14 avril 2024 11h00 | Rapport | Score par quart-temps : 16-14, 11-25, 16-19, 10-18     |                          |                                                        |  | Azur Arena, Antibes |
| 14 avril 2024 11h00 | Rapport | Score par mi-temps : 27-39, 26-37                      |                          |                                                        |  | Azur Arena, Antibes |
| 14 avril 2024 11h00 | Rapport | Rida Maataoui, 28 Rida Maataoui, 15 Zouhair Challat, 9 | Points Rebonds Passes d. | Rodrigo Perez, 17 Jhon Hernandez, 7 Jhon Hernandez, 10 |  | Azur Arena, Antibes |

| 14 avril 2024 18h00 | Rapport | Allemagne                                                 | 63-72                    | Italie                                                          |  | Azur Arena, Antibes Affluence : 300 |
| 14 avril 2024 18h00 | Rapport | Score par quart-temps : 17-15, 20-8, 18-22, 8-27          |                          |                                                                 |  | Azur Arena, Antibes Affluence : 300 |
| 14 avril 2024 18h00 | Rapport | Score par mi-temps : 37-23, 26-49                         |                          |                                                                 |  | Azur Arena, Antibes Affluence : 300 |
| 14 avril 2024 18h00 | Rapport | Thomas Böhme, 15 Matthias Güntner, 9 Dreimüller, Böhme, 7 | Points Rebonds Passes d. | Giulió Maria Papi, 34 Giulió Maria Papi, 8 Filippo Carossino, 8 |  | Azur Arena, Antibes Affluence : 300 |

### Finales
| 15 avril 2024 11h00 | Rapport | Pays-Bas                                                           | 60-39                    | Colombie                                            |  | Azur Arena, Antibes Affluence : 200 |
| 15 avril 2024 11h00 | Rapport | Score par quart-temps : 18-15, 10-10, 12-6, 20-8                   |                          |                                                     |  | Azur Arena, Antibes Affluence : 200 |
| 15 avril 2024 11h00 | Rapport | Score par mi-temps : 28-25, 32-14                                  |                          |                                                     |  | Azur Arena, Antibes Affluence : 200 |
| 15 avril 2024 11h00 | Rapport | Op den Orth, Even, 21 Mendel Op den Orth, 11 Robin Poggenwisch, 14 | Points Rebonds Passes d. | Rodrigo Perez, 11 Rodrigo Perez, 8 Rodrigo Perez, 5 |  | Azur Arena, Antibes Affluence : 200 |

| 15 avril 2024 14h00 | Rapport | Allemagne                                             | 70-39                    | Iran                                                                   |  | Azur Arena, Antibes |
| 15 avril 2024 14h00 | Rapport | Score par quart-temps : 15-10, 19-7, 11-11, 25-11     |                          |                                                                        |  | Azur Arena, Antibes |
| 15 avril 2024 14h00 | Rapport | Score par mi-temps : 34-17, 36-22                     |                          |                                                                        |  | Azur Arena, Antibes |
| 15 avril 2024 14h00 | Rapport | Thomas Böhme, 29 Matthias Güntner, 12 Thomas Böhme, 8 | Points Rebonds Passes d. | Mohamadhassan Sayari, 13 Mohamadhassan Sayari, 7 Gholamazad, Sayari, 3 |  | Azur Arena, Antibes |

| 15 avril 2024 16h30 | Rapport | Italie                                                 | 60-72                    | Canada                                                     |  | Azur Arena, Antibes Affluence : 250 |
| 15 avril 2024 16h30 | Rapport | Score par quart-temps : 11-15, 9-19, 23-20, 17-18      |                          |                                                            |  | Azur Arena, Antibes Affluence : 250 |
| 15 avril 2024 16h30 | Rapport | Score par mi-temps : 20-34, 40-38                      |                          |                                                            |  | Azur Arena, Antibes Affluence : 250 |
| 15 avril 2024 16h30 | Rapport | Papi, Carossino, 16 Sabri Bedzeti, 8 Dimitri Tanghe, 4 | Points Rebonds Passes d. | Patrick Anderson, 23 Colin Higgins, 16 Patrick Anderson, 5 |  | Azur Arena, Antibes Affluence : 250 |

| 15 avril 2024 19h00 | Rapport | France                                                | 87-60                    | Maroc                                                    |  | Azur Arena, Antibes |
| 15 avril 2024 19h00 | Rapport | Score par quart-temps : 25-10, 24-16, 16-18, 22-16    |                          |                                                          |  | Azur Arena, Antibes |
| 15 avril 2024 19h00 | Rapport | Score par mi-temps : 49-26, 38-34                     |                          |                                                          |  | Azur Arena, Antibes |
| 15 avril 2024 19h00 | Rapport | Nicolas Jouanserre, 21 Rémi Bayle, 9 Jérôme Duran, 10 | Points Rebonds Passes d. | Zouhair Challat, 27 Rida Maataoui, 13 Zouhair Challat, 9 |  | Azur Arena, Antibes |